# Legenda Johnny’ego Lingo
Legenda Johnny'ego Lingo (ang. The Legend of Johnny Lingo) – nowozelandzki film przygodowy z 2003 roku w reżyserii Stevena Ramireza.

## Opis fabuły
Młody Tama unika śmierci we wzburzonych falach oceanu. Trafia na polinezyjską wyspę. Gdy zostaje wygnany przez tubylców, znajduje schronienie u Mahany i jej ojca. Jako dorosły opuszcza wyspę. Zostaje służącym legendarnego Johnny'ego Lingo.

## Obsada
- Christina Asher jako Ulani
- Sela Apera jako matka Miriama
- George Henare jako Johnny Lingo
- Rawiri Paratene jako Malio Chief
- Joe Folau jako Tama
- Alvin Fitisemanu jako Chief Steward
- Kayte Ferguson jako Mahana
- Peter Sa'ena Brown jako ojciec Miriama
- Hori Ahipene jako Pioi
- Jim Perry jako Malio Elder
- Sima Urale jako Hoku